# Caenocryptus shikokuensis
Caenocryptus shikokuensis är en stekelart som först beskrevs av Tohru Uchida 1936.  Caenocryptus shikokuensis ingår i släktet Caenocryptus och familjen brokparasitsteklar. Inga underarter finns listade.